# Verónica Ibsel Domínguez

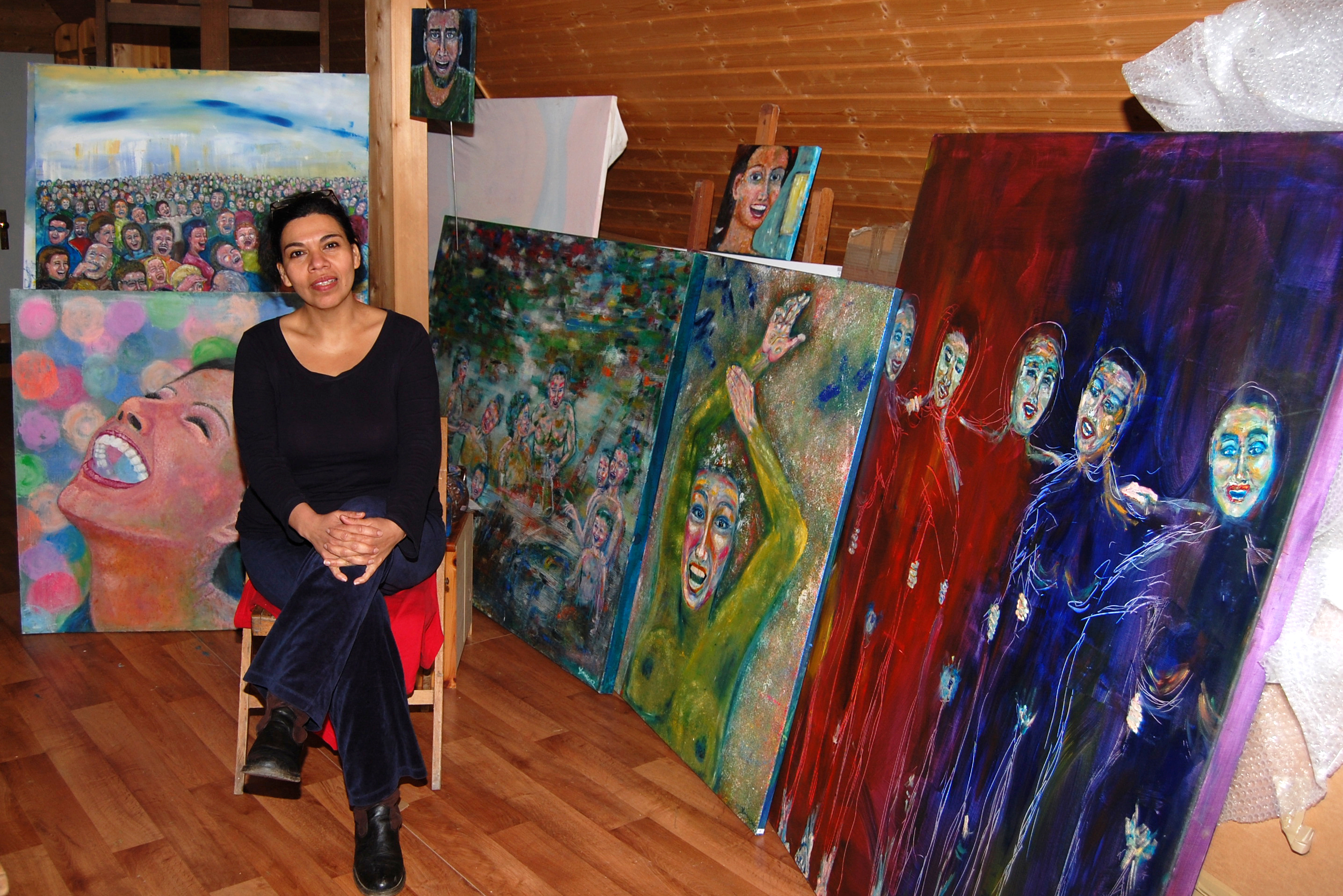
Verónica Ibsel Domínguez in ihrem Atelier in Bad Vilbel (2016)

Verónica Ibsel Domínguez (* 19. Oktober 1961 in Guayaquil, Ecuador) ist eine ecuadorianische Malerin und Zeichnerin.

## Biografie
Verónica Ibsel Domínguez wurde am 19. Oktober 1961 in Guayaquil (Ecuador) geboren. Dort studierte sie zunächst in ihrer Heimatstadt Klavier, danach absolvierte sie ein Studium der Architektur. Dieses führte sie 1985 nach Deutschland, wo sie in Frankfurt ihr Diplom erlangte. Sie lebt seit geraumer Zeit mit ihrer Familie in Bad Vilbel.
Sie ist die erste Vertreterin der plastischen Kunst, die einen Zyklus ihrer Kunst einer „Studie des Lachens“ widmet.

## Werk
Im Mittelpunkt ihrer künstlerischen Arbeit, der sie sich seit den achtziger Jahren widmet, steht der Mensch, ganz besonders in seinem Miteinander mit Anderen. Ihren sozial- und gesellschaftskritischen Themen nähert sie sich analytisch und vermittelt diese in Ausstellungen, Installationen und Kunstaktionen.
Ihre Arbeiten – Bilder, Objekte und Assemblagen – setzt sie in ihrem ganz eigenen Stil sowohl abstrakt als auch figurativ um. Sie arbeitet gleichermaßen in Acryl, Öl und verschiedenen Mischtechniken.
Der aktuelle Zyklus „Studie des Lachens“ sowie die zuvor bearbeiteten Zyklen „Es lebe die Farbe des Lebens“, „Zeitwende“ und „Der einfache Wunsch zu sein“ wurden sowohl in mehreren Städten Deutschlands als auch in den Niederlanden und Österreich ausgestellt. Ihre Werke sind in vielen wichtigen privaten Kunstsammlungen in diesen Ländern vertreten.
Teil des Projektes „Die Courage zu Lachen“ von Verónica Ibsel Domínguez für das Kunstfestival 48 Stunden Neukölln 2014 in Berlin war eine Kunstaktion, die am Alexanderplatz ausgetragen wurde. „Auch wurde die gleiche Aktion in mehreren U-Bahn-Linien durchgeführt. Zum ersten Mal hatte eine Vernissage auf der Straße und in der U-Bahn stattgefunden.“ Der Slogan dieser Kunstaktion lautete „Vom Leben angesteckt“. Fußgänger und Schaulustige in diesen urbanen Plätzen wurden vom Leben und der Fröhlichkeit der lachenden Menschen auf den Bildern angesteckt. Für die Künstlerin und für die helfenden Akteure waren es aber die Kunstwerke, die sich vom städtischen Leben auf diesen Straßen, den Plätzen, in den U-Bahnen und von den Passanten anstecken ließen. „Im Gegensatz zu der Zuordnung zu den ‚Tabernakeln der Kunst‘ (Kunstmuseen und privilegierte Ausstellungsräume), wo es ‚Heilige Kunst‘ gibt, zu denen Bewunderer – fromme Pilger der Kunst – ausschließlich mit dem Ziel herbeieilen, um sie zu bewundern.“ (Zitate: Verónica Ibsel Dominguez)

## Stil
Ihre Bilder bestechen durch kräftige und fröhliche Farben, bewegte Oberflächen und einen großzügigen und pastosen Farbauftrag. "Die starke Plastizität der Farben und der Formen strahlen in den Werken eine intensive Lebendigkeit aus." Sie besitzen eine eigene Aura, die den Betrachtern augenblicklich befreiende Gefühle und Frohsinn vermitteln.
In der „Studie des Lachens“ möchte sie die Magie des Augenblicks mit der Kraft und Ausstrahlung des spontanen Lachens vermitteln. Für dieses Ziel entwickelte die Künstlerin eine besondere Maltechnik, wobei sie ohne Skizzen oder Vorzeichnungen die Farbe direkt aus den Farbtuben auf die Leinwand aufträgt. Sie modelliert dabei mit der Farbe als Modelliermittel die Gesichter heraus. Die hierdurch gewonnene Plastizität bewirkt eine Lebendigkeit des Ausdrucks und eine Veränderung desselben durch unterschiedliche Schattenwirkungen je nach Lichteinfall. Die Farbexplosionen auf der Leinwand befeuern noch die Strahlkraft dieses ansteckenden Lachens.

## Das Lachen in der Kunst
„Im Studium des Lachens, interessiert mich das spontane, zauberhafte und fruchtbare Lachen als einer der ehrlichsten Ausdrücke unserer Essenz. Das Lachen, nach dem wir uns jedes mal mehr sehnen und das noch mehr in den aktuellen Druckzeiten und globalen Beschäftigungen stärkend erscheint…“

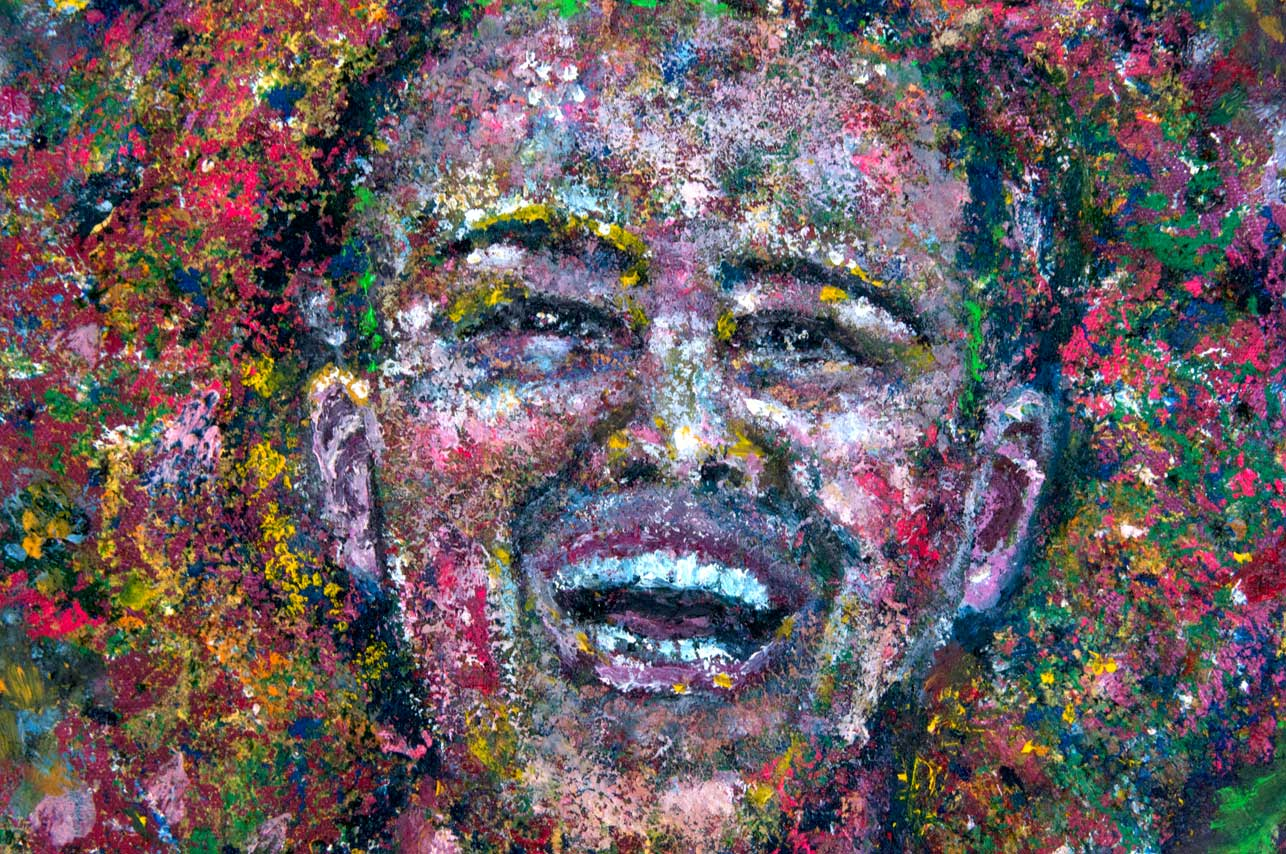
Das Lachen in der Kunst

Dass sich Verónica Ibsel Domínguez explizit mit dem „Lachen in der Kunst“ beschäftigt, ist insofern besonders, da in der klassischen Kunst Darstellungen von Lachenden eher selten sind, und wenn doch einmal gelacht wurde, wie zum Beispiel bei Leonardos Mona Lisa, sich daraus ein ausgiebiger und anhaltender Diskurs über den Anlass dieser Gefühlsregung entwickelt. In einem groben Überblick der Kunstgeschichte kann man sagen, dass die Darstellung des Lachens von der Antike bis ins 17. Jahrhundert hinein eher negativ konnotiert war. Es wurde entweder als würdelos (Platon), unchristlich, lasterhaft oder herabwürdigend angesehen. Erst in der niederländischen Porträtmalerei, etwa bei Frans Hals oder Rembrandt begannen Künstler, das Lachen als Gefühlsregung zu schätzen.
Das Lachen, wie es in Verónica Ibsel Domínguez in ihren Arbeiten darstellt, vermittelt eine Durchlässigkeit, einen Moment der Entrückung und Loslösung, der die Rigidität und Geradlinigkeit des Alltags für eine kurze Zeit vergessen lässt.

## Ausgewählte Ausstellungen und Projekte

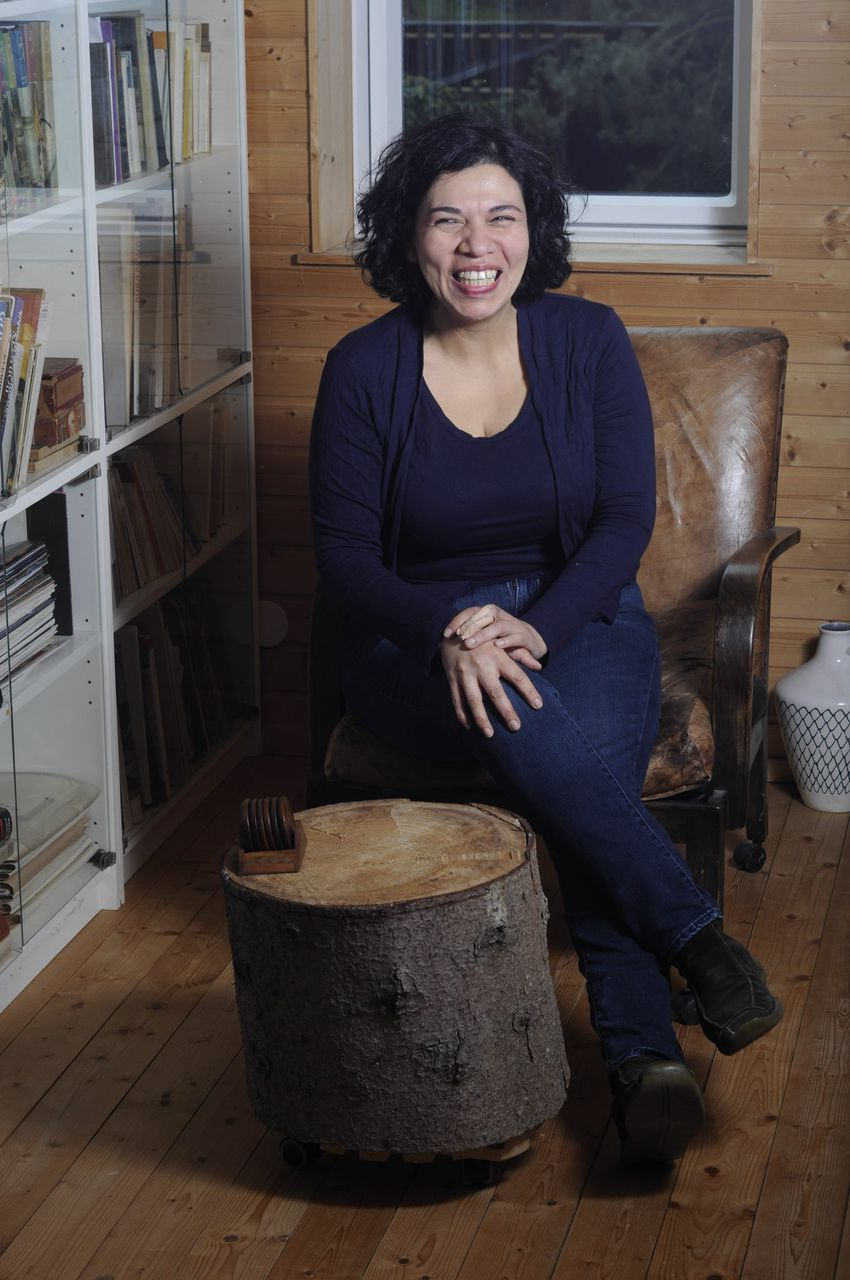
Verónica Ibsel Domínguez in ihrem Atelier in Bad Vilbel (2016)

- 2019 Januar – Frankfurt, Einzelausstellung in Instituto Cervantes
- 2018 Frankfurt, Einzelausstellung in Instituto Cervantes[4]
- 2016 Wien, Einzelausstellung – Salons des Alt-Wiener Bundes in der Wiener Hofburg
- 2015 Hamburg, Einzelausstellung in EU_LAC – The European Union–Latin America & Caribbean Foundation[1]
- 2015 Berlin, Installation in den Kunstfestival 48 Stunden Neukölln[5]
- 2014 Niederlande – s’Hertogenbosch, Einzelausstellung in der New Place Art Gallery[6]
- 2014 Berlin, Ausstellung – Installation und Kunstaktion in dem Kunstfestival 48 Stunden Neukölln[2]
- 2013 Friedberg, Einzelausstellung Galerie des Friedberger Kreishauses
- 2012 Dresden, Einzelausstellung – Heinrich Schütz Residenz[7]
- 2011 Wien, Einzelausstellung – Salons des Alt-Wiener Bundes in der Wiener Hofburg[8]
- 2010 Hamburg, Einzelausstellung – Instituto Cervantes
- 2010 Wien, Gruppenausstellung – Kurhaus
- 2010 Wien, Einzelausstellung Gallery-Steiner
- 2009 Veranstaltet Kinderateliers und Ausstellungen mit selbst konzipierter Kunstmethode in Schulen, Institutionen und privaten Unternehmen
- 2008 Serie „Der einfache Wunsch zu sein“
- 2007 Frankfurt-Höchst, Ausstellung auf dem Festival der Kunst HöchstArt II
- 2005 Serie „Zeitwende“ – „Epoca de transición“
- 2004 Görlitz, Einzelausstellung, Galerie Neisse
- 2004 Schwalbach, Gruppenausstellung, Galerie Elzenheimer
- 2003 Frankfurt am Main, Einzelausstellung, Galerie-Frankfurt
- 2002 Bad Homburg, Einzelausstellung, Galerie Flüwatu
- 2002 Frankfurt am Main, Einzelausstellung, Galerie der Frankfurter neue Presse
- 2001 Dreieich-Sprendlingen, Einzelausstellung – Galerie .Raum und Klang.
- 2001 Frankfurt am Main, Einzelausstellung – Kulturothek
- 1996 Serie – „Es lebe die Farbe des Lebens“
- 1986 Frankfurt am Main, J. W. Goethe-Universität, Ausstellung Zeichnungen „Gente y Paisajes de Ecuador“

## Galerie

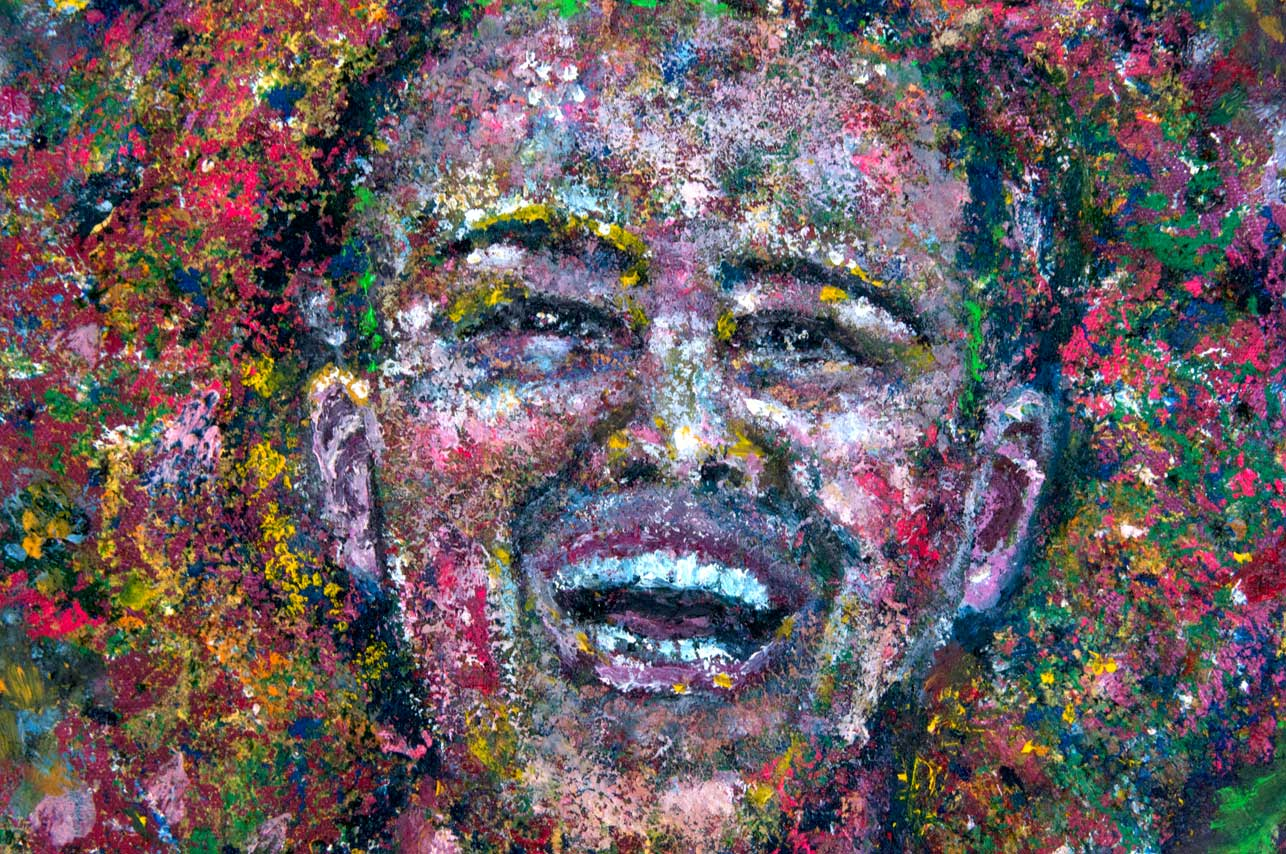
Retrato 2014 / Zyklus „Studie des Lachens“
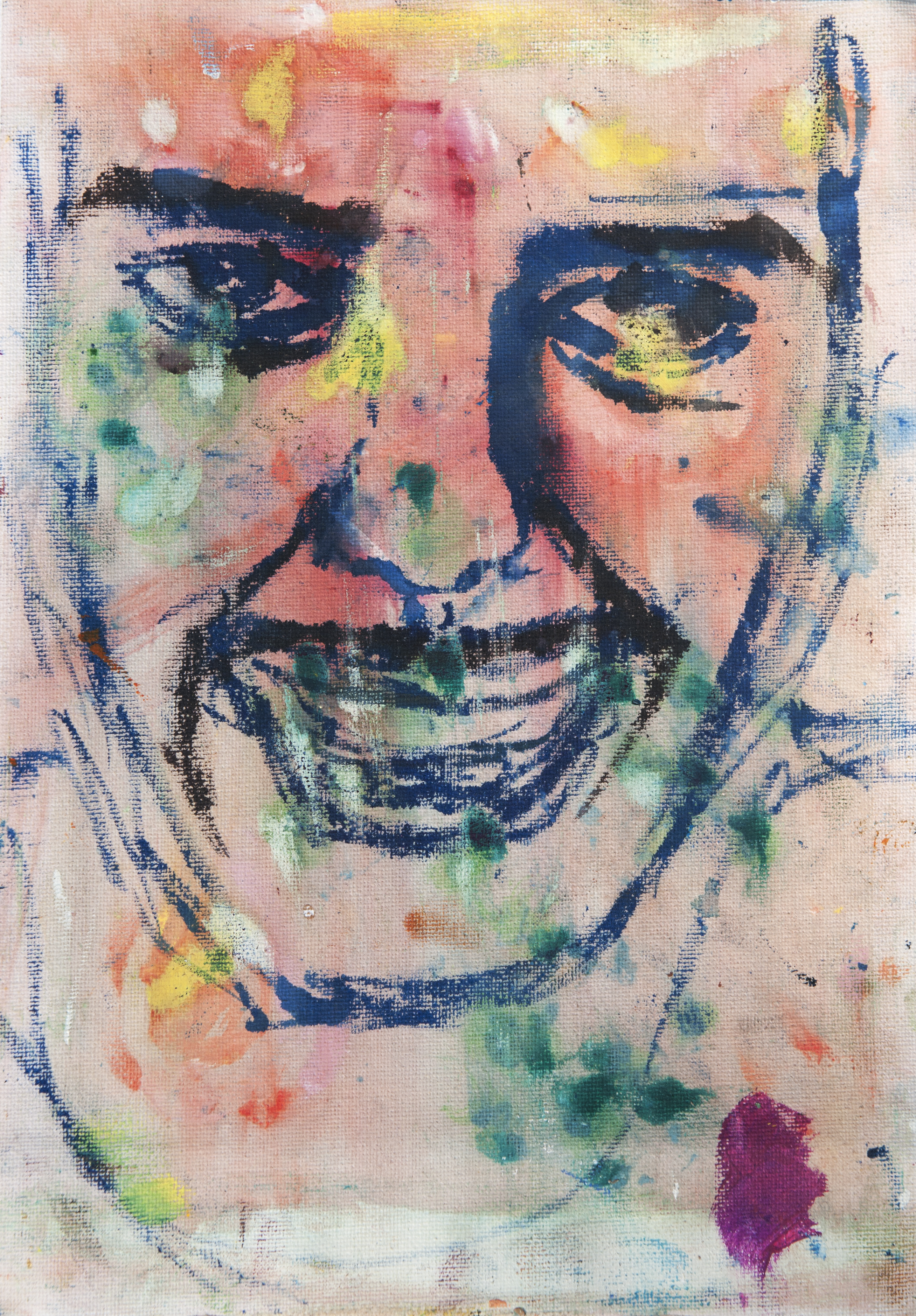
Retrato 2014 / Zyklus „Studie des Lachens“
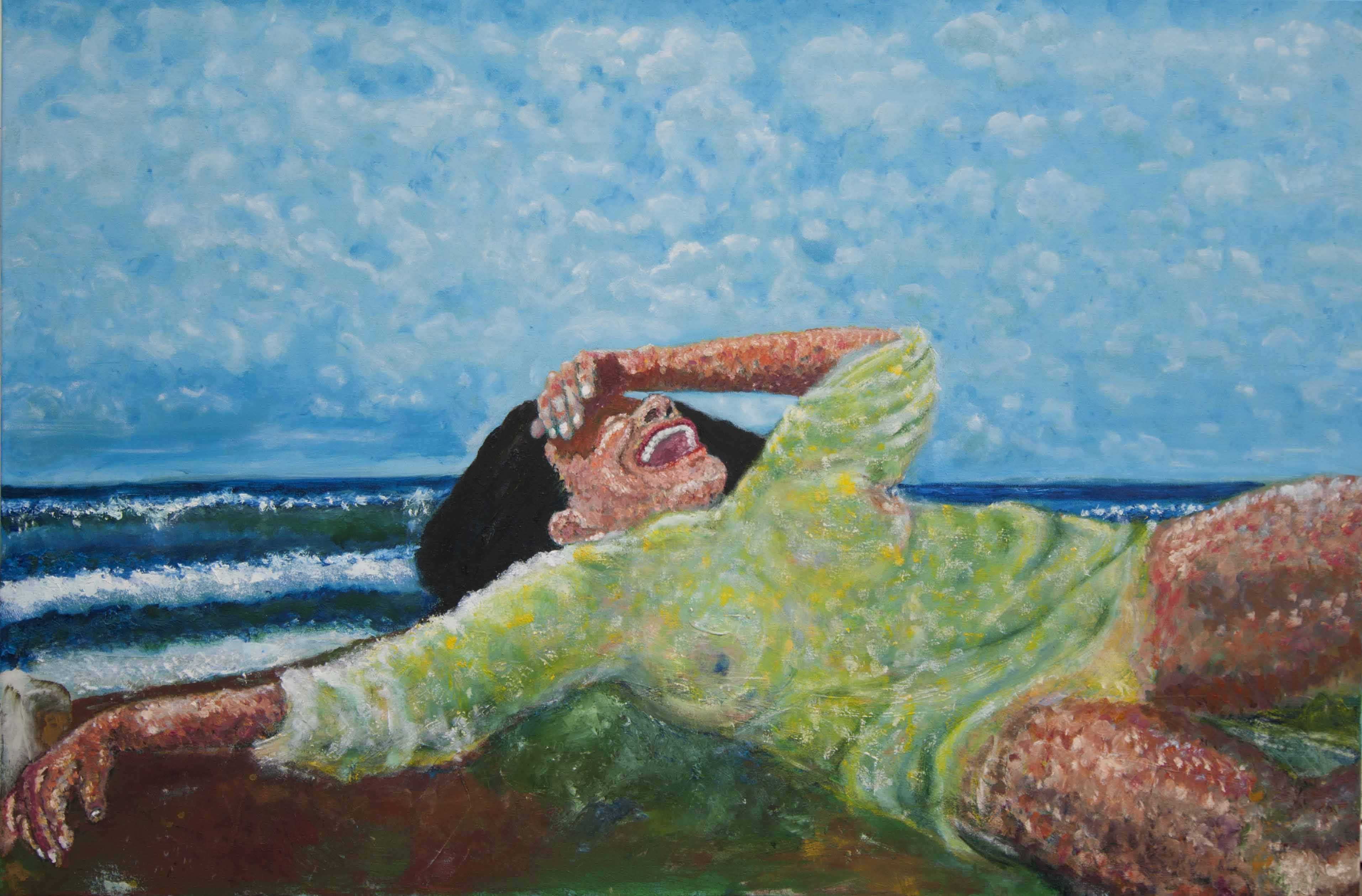
Mujer 2014 / Zyklus „Studie des Lachens“
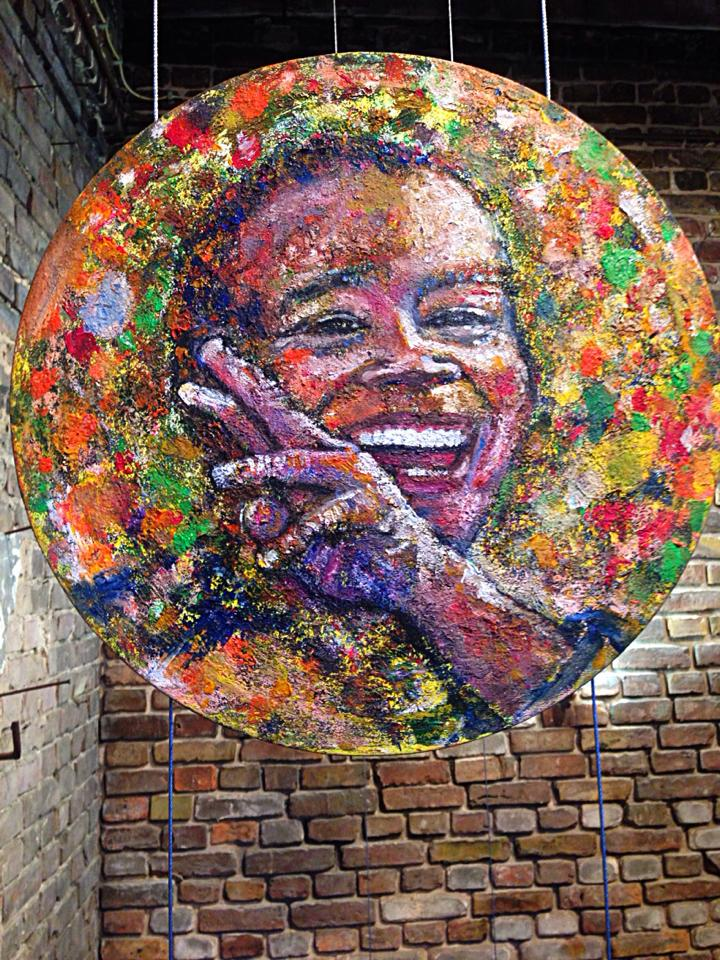
48h Neukoelln Festival 2014
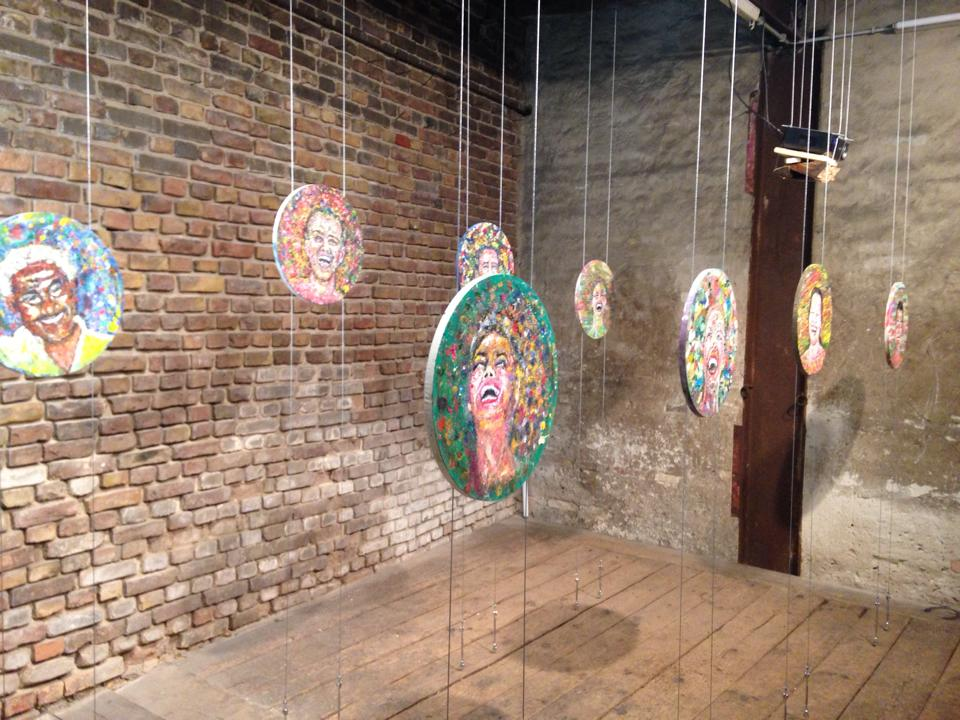
48h Neukoelln Festival 2014
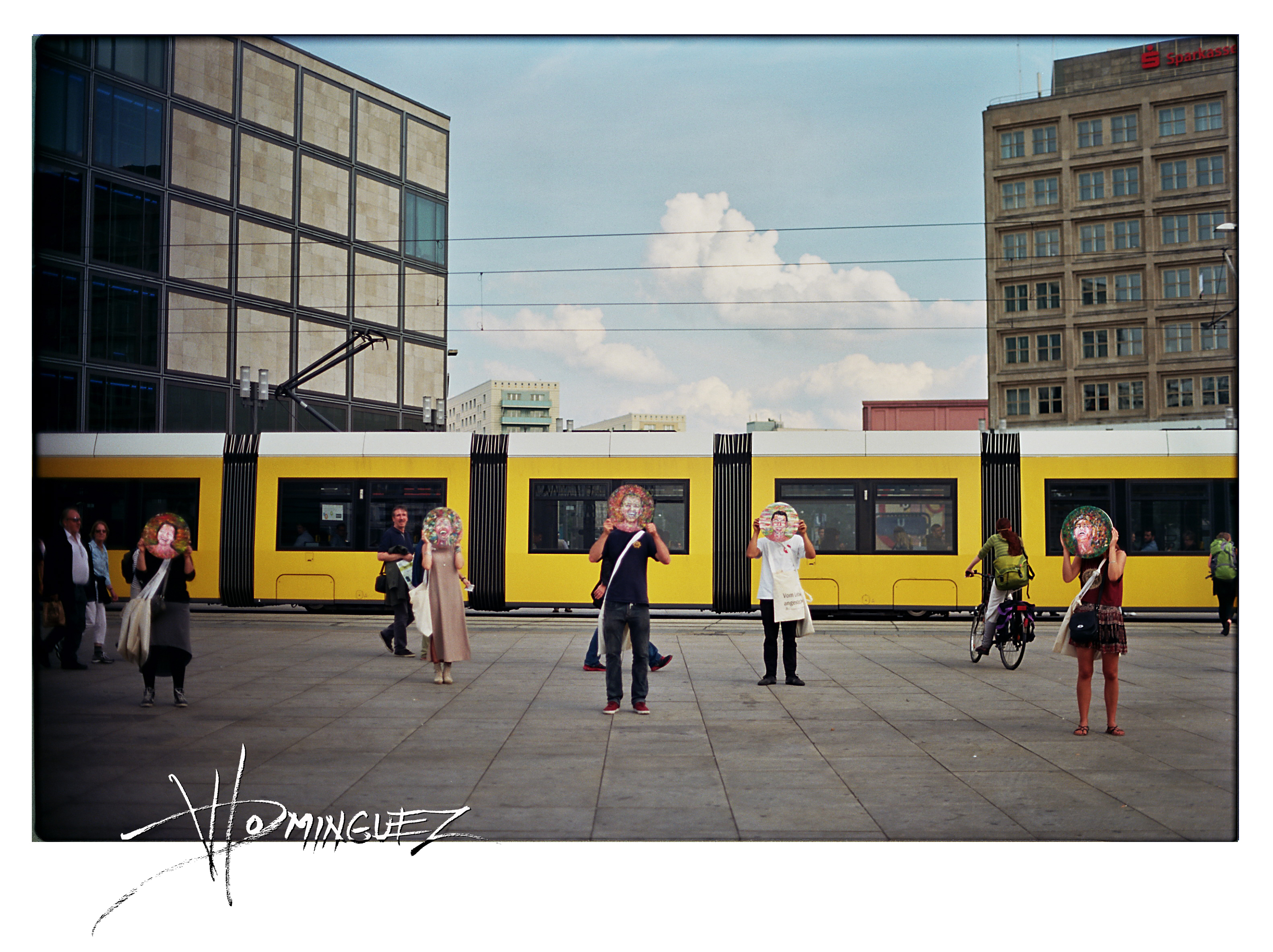
48h Neukoelln Festival 2014
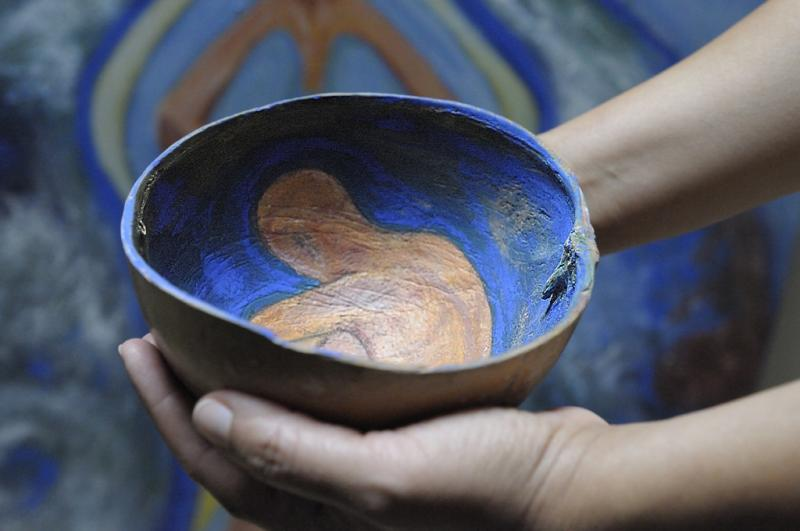
kunstobject
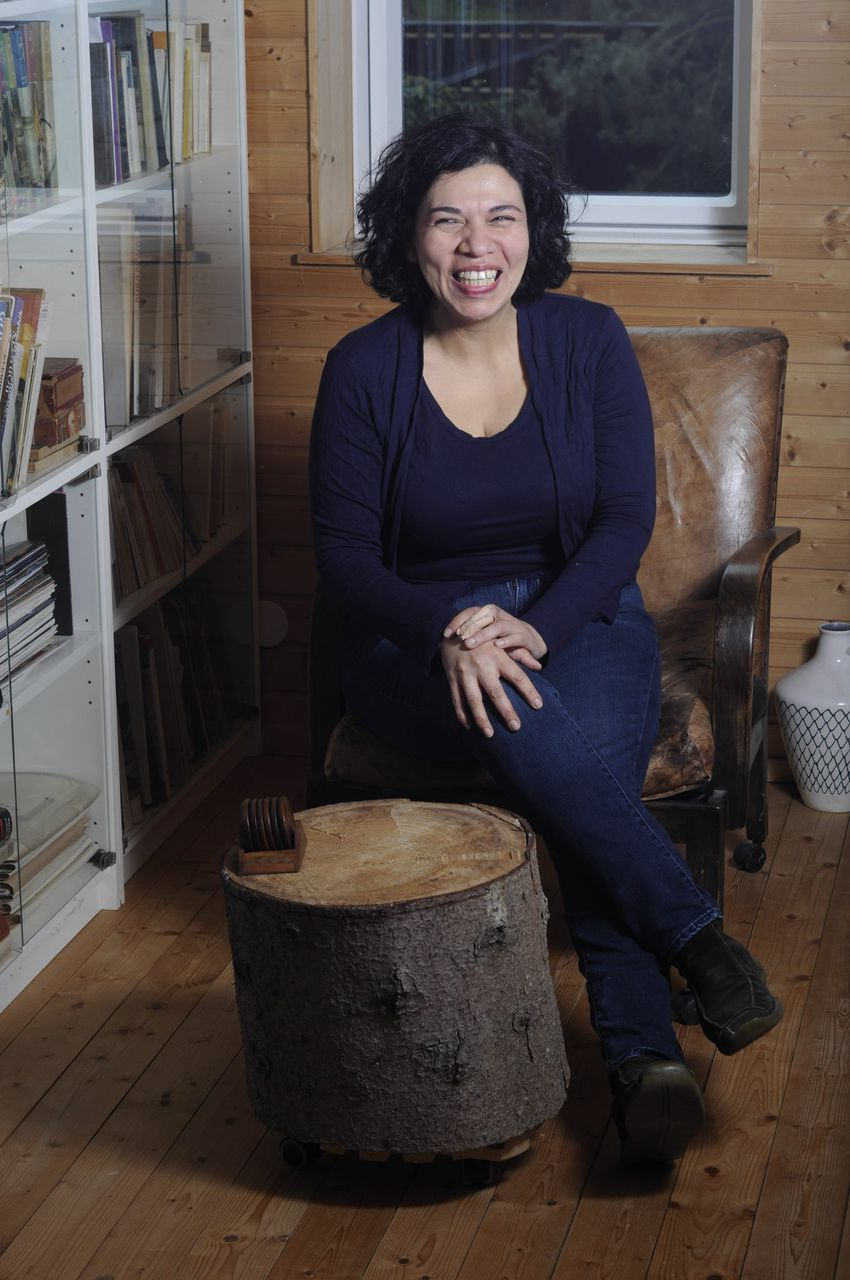
Verónica Ibsel Domínguez
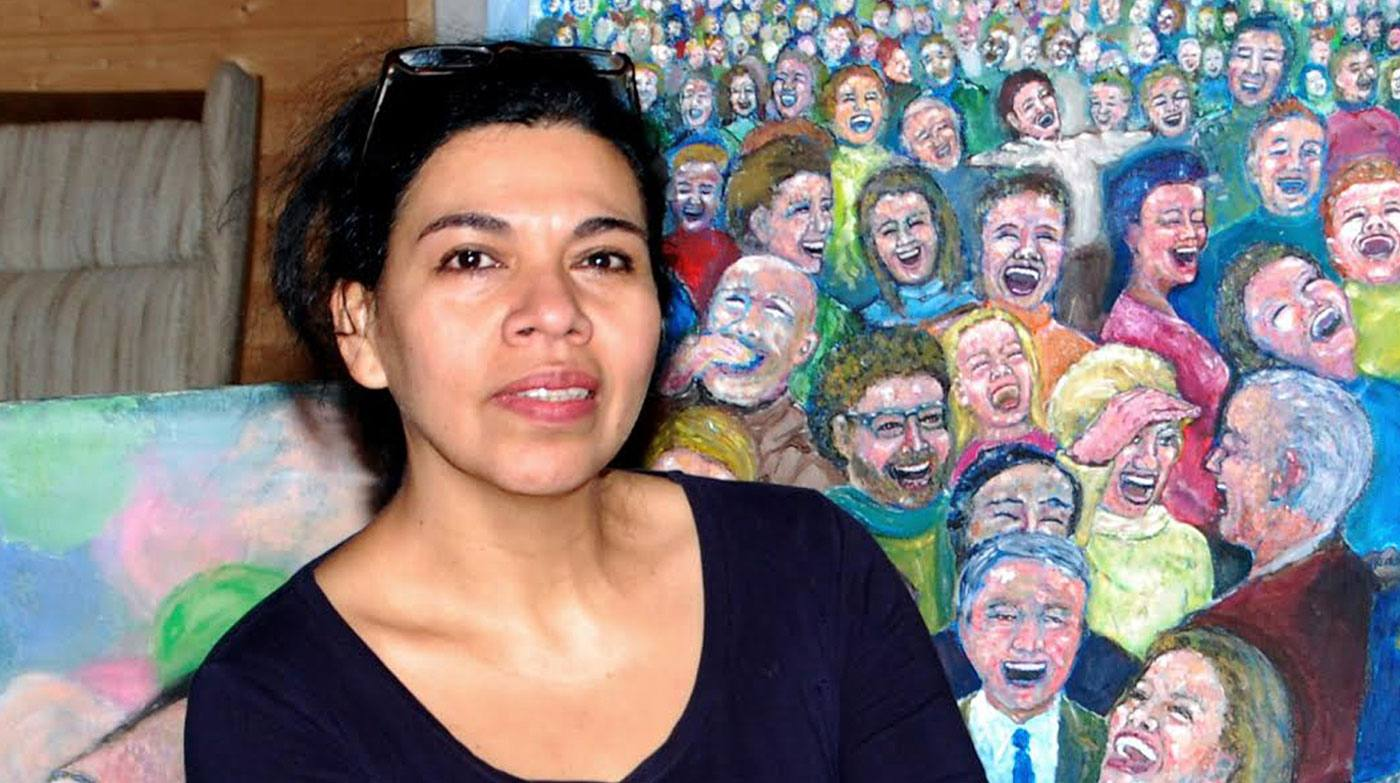
Verónica Ibsel Domínguez
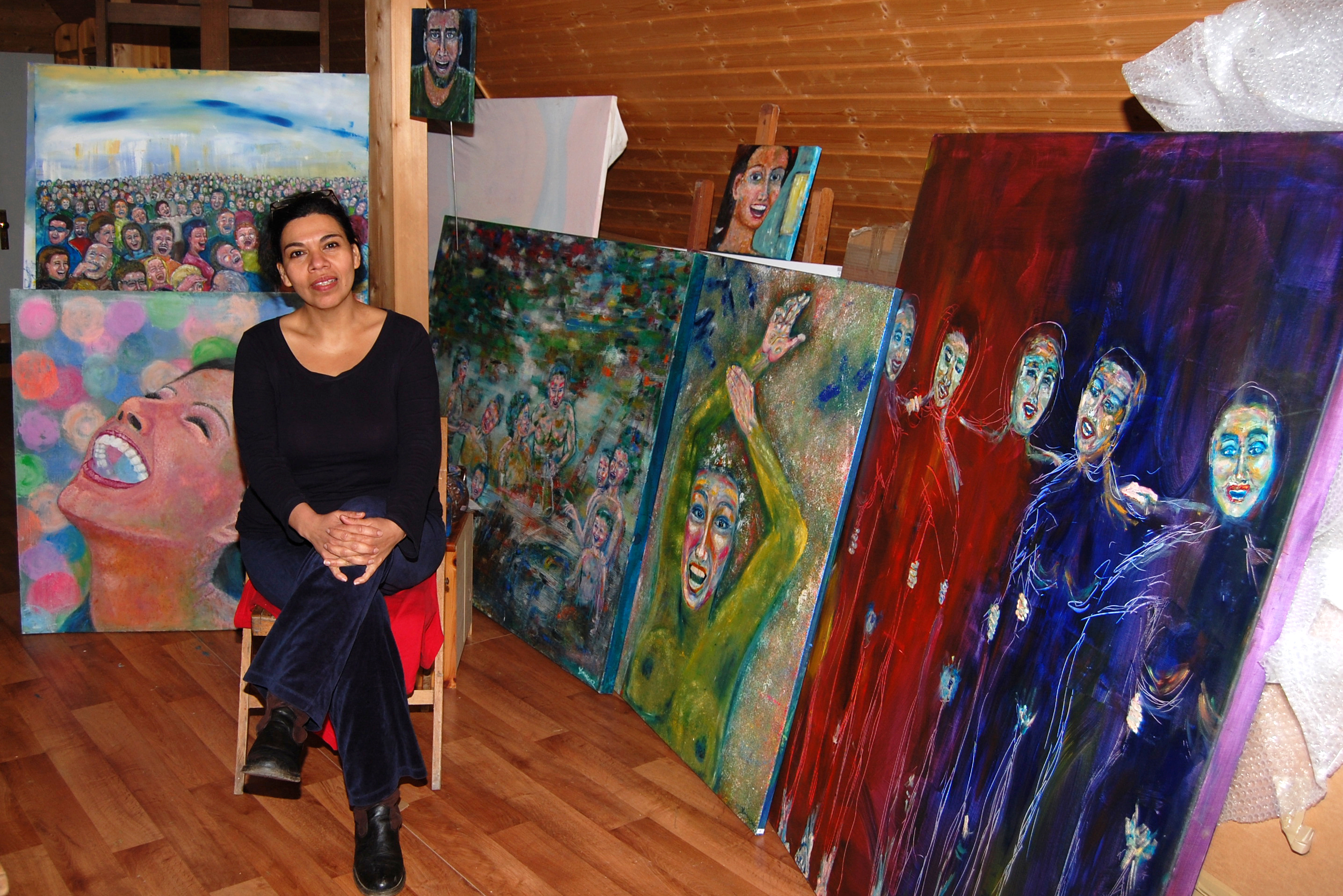
Verónica Ibsel Domínguez